# ميخائيل فوستر (طبال)
ميخائيل فوستر (بالإنجليزية: Michael Foster)‏ هو طبال أمريكي، ولد في 9 ديسمبر 1966 في ريتشموند في الولايات المتحدة.

## وصلات خارجية
- الموقع الرسمي
- مايكل فوستر على موقع ميوزك برينز (الإنجليزية)
- مايكل فوستر على موقع أول ميوزيك (الإنجليزية)
- مايكل فوستر على موقع ديسكوغز (الإنجليزية)